# 法亢順
法亢 順（ほうが あや）は、TBSテレビの報道番組プロデューサー。

## 人物
1996年TBSテレビに報道カメラマンとして入社。警視庁キャップ、社会部デスク、政治部、情報番組、報道局社会部記者などを経て番組プロデューサーとなった。

## 担当番組
- Nスタ（2019年 - ） [2][3]
- Nスタスペシャル・東日本大震災10年〜つなぐ、つながる〜（2021年3月11日）[4]

## 出演番組

### テレビ
- 情報7daysニュースキャスター（2013年4月6日 - 2014年3月15日） - 記者として出演
- 上田晋也の幻ニュース 報道したかった大賞!（2018年10月16日） - 記者として出演[5]